# アースクェイク (カクテル)
アースクェイク (Earthquake) とは、ジンベースのカクテルである。ショートドリンク（ショートカクテル）に分類される。

## 由来
「地震」の英語表記である「Earthquake」に由来する。
ジン、ウィスキー、アブサン（またはペルノー）のみを使用したカクテルであり、アルコール度数はかなり高い。そのため、「飲んだら（アルコールの強さのため）体がグラグラ揺れる」というイメージから命名された。

## 作り方の例
レシピ
- ドライ・ジン - 1/3
- ウィスキー - 1/3
- アブサン（ペルノー） - 1/3

作り方
1. 材料と氷をシェイクし、カクテル・グラスに注ぐ。